# Marie Anna Španělská (1606–1646)
Pro další ženy stejného jména viz Marie Anna Španělská
Marie Anna Španělská (18. srpna 1606, u Madridu – 13. května 1646, Linz) byla dcerou španělského krále Filipa III. a arcivévodkyně Markéty a první manželkou Ferdinanda III., krále a císaře římského, krále uherského a českého a markraběte moravského.

## Plánované sňatky
Marie Anna se narodila v Madridu roku 1606 jako druhorozené dítě (prvorozená byla Anna Rakouská) krále Filipa III. Již v mládí byla zaslíbena arcivévodovi Janu Karlovi, synovi pozdějšího císaře Ferdinanda II. Jelikož Jan Karel v prosinci 1619 zemřel, měla Marie Anna pojmout za chotě císařova mladšího syna, Ferdinanda III. Stalo se tak, i když plánovaní manželé byli bratranec a sestřenice. V habsburském rodě to ovšem nebylo tou dobou nic neobvyklého
Tento sňatek byl odložen, protože se o Marii Annu začal ucházet anglický a skotský korunní princ Karel. Ten dokonce přijel za uvažovanou nevěstou do Španěl. Lidová píseň tuto událost líčí takto:
Carlos Estuardo soy, Que siendo amor mi guia, A cielo d'Espana voy, Per ver estrella Maria (Jsem Karel Stuart, láskou přiveden zdaleka, pod španělské nebe přišel jsem, abych spatřil Marii, svou hvězdu.)
Sňatek však nebyl uskutečněn, protože ženichův otec, anglický král Jakub I. Stuart, požadoval za nevěstino věno území Falce, které již bylo obsazené španělským vojskem. Jakub chtěl, aby král Filip Falc vrátil jeho zeti, českému „zimnímu králi“ Fridrichu Falckému.
Proto roku 1626 byl kontakt o svatbě mezi Londýnem a Madridem přerušen a Marie Anna se oficiálně vdala za Ferdinanda III. Zpovědník budoucí císařovny Marie Anny však způsobil, že další tři roky trvaly spory mezi vídeňským královským dvorem a Madridem o výši věna. Teprve v prosinci 1629 vyrazil nevěstin svatební průvod do Vídně, kam však kvůli doznívajícím válečných bojům dorazil až na jaře 1631.
Prý šťastné patnáctileté manželství ženicha a nevěsty začalo v březnu 1631 svatbou.

## Královna a císařovna
Marie Anna spolu se svým španělským doprovodem zřídila ve Vídni rozsáhlý dvůr, který se mohl rovnat dvoru císařovny Eleonory, její tchyně. Marie velmi zdatně plnila reprezentativní povinnosti, pokud její manžel nebyl ve Vídni přítomen, nebo vedla úspěšná jednání předtím, než se stal její manžel německým králem. Tomu za celé manželství porodila pět dětí.
Ferdinand III. zřejmě vedl spořádaný rodinný život, není známo, že by měl milenky nebo levobočky. Ještě za svého života nechal nejstaršího syna Ferdinanda korunovat českým, uherským a římským králem.
Císařovna byla tragickou obětí třicetileté války. Roku 1645 byl nucen celý vídeňský dvůr utéct z Vídně před Švédy. Tak jako jiným se stal jejím azylem nejprve Štýrský Hradec a později Linz, kde roku 1646 podlehla následkům otravy. Marie Anna právě čekala šesté dítě, dceru Marii. Ta přišla na svět císařským řezem, ale brzy poté zemřela. Matka a dcera byly pohřbeny společně.
Ferdinand se oženil ještě dvakrát, v roce 1648 se jeho druhou manželkou stala Marie Leopoldina Tyrolská (1632–1649).
Poslední sňatek Ferdinand uzavřel v roce 1651 opět ve Vídni, s Eleonorou Magdalenou de Gonzaga (1630–1686).

## Potomci
- Ferdinand IV. (8. září 1633 – 9. července 1654), král římský, český a uherský, svobodný a bezdětný
- Marie Anna (23. prosince 1635 – 16. května 1696), ⚭ 1649 Filip IV. Španělský (8. dubna 1605 – 17. září 1665), král španělský, portugalský, neapolský a sicilský
- Filip August (15. července 1637 – 22. června 1639)
- Maxmilián Tomáš (21. prosince 1638 – 29. června 1639)
- Leopold I. (9. června 1640 – 5. května 1705), císař Svaté říše římské, král český a uherský,
⚭ 1666 Markéta Habsburská (12. července 1651 – 12. březen 1673)
⚭ 1673 Klaudie Felicitas Tyrolská (30. května 1653 – 8. dubna 1676)
⚭ 1676 Eleonora Magdalena Falcko-Neuburská (6. ledna 1655 – 19. ledna 1720)
- Marie (*/† 13. května 1646)

## Vývod z předků
|                        |                          |  |                 |                         |  |  |  |  |  |  |  | Filip I. Kastilský |
|                        |                          |  |                 |                         |  |  |  |  |  |  |  |                    |
|                        | Karel V.                 |  |                 |                         |  |  |  |  |  |  |  |                    |
|                        |                          |  |                 |                         |  |  |  |  |  |  |  |                    |
|                        |                          |  |                 | Jana I. Kastilská       |  |  |  |  |  |  |  |                    |
|                        |                          |  |                 |                         |  |  |  |  |  |  |  |                    |
|                        | Filip II. Španělský      |  |                 |                         |  |  |  |  |  |  |  |                    |
|                        |                          |  |                 |                         |  |  |  |  |  |  |  |                    |
|                        |                          |  |                 | Manuel I. Portugalský   |  |  |  |  |  |  |  |                    |
|                        |                          |  |                 |                         |  |  |  |  |  |  |  |                    |
|                        | Isabela Portugalská      |  |                 |                         |  |  |  |  |  |  |  |                    |
|                        |                          |  |                 |                         |  |  |  |  |  |  |  |                    |
|                        |                          |  |                 | Marie Aragonská         |  |  |  |  |  |  |  |                    |
|                        |                          |  |                 |                         |  |  |  |  |  |  |  |                    |
|                        | Filip III. Španělský     |  |                 |                         |  |  |  |  |  |  |  |                    |
|                        |                          |  |                 |                         |  |  |  |  |  |  |  |                    |
|                        |                          |  |                 | Ferdinand I. Habsburský |  |  |  |  |  |  |  |                    |
|                        |                          |  |                 |                         |  |  |  |  |  |  |  |                    |
|                        | Maxmilián II. Habsburský |  |                 |                         |  |  |  |  |  |  |  |                    |
|                        |                          |  |                 |                         |  |  |  |  |  |  |  |                    |
|                        |                          |  |                 | Anna Jagellonská        |  |  |  |  |  |  |  |                    |
|                        |                          |  |                 |                         |  |  |  |  |  |  |  |                    |
|                        | Anna Habsburská          |  |                 |                         |  |  |  |  |  |  |  |                    |
|                        |                          |  |                 |                         |  |  |  |  |  |  |  |                    |
|                        |                          |  |                 | Karel V.                |  |  |  |  |  |  |  |                    |
|                        |                          |  |                 |                         |  |  |  |  |  |  |  |                    |
|                        | Marie Španělská          |  |                 |                         |  |  |  |  |  |  |  |                    |
|                        |                          |  |                 |                         |  |  |  |  |  |  |  |                    |
|                        |                          |  |                 | Isabela Portugalská     |  |  |  |  |  |  |  |                    |
|                        |                          |  |                 |                         |  |  |  |  |  |  |  |                    |
| 'Marie Anna Španělská' |                          |  |                 |                         |  |  |  |  |  |  |  |                    |
|                        |                          |  |                 |                         |  |  |  |  |  |  |  |                    |
|                        |                          |  | Filip I. Sličný |                         |  |  |  |  |  |  |  |                    |
|                        |                          |  |                 |                         |  |  |  |  |  |  |  |                    |
|                        | Ferdinand I. Habsburský  |  |                 |                         |  |  |  |  |  |  |  |                    |
|                        |                          |  |                 |                         |  |  |  |  |  |  |  |                    |
|                        |                          |  |                 | Jana I. Kastilská       |  |  |  |  |  |  |  |                    |
|                        |                          |  |                 |                         |  |  |  |  |  |  |  |                    |
|                        | Karel II. Štýrský        |  |                 |                         |  |  |  |  |  |  |  |                    |
|                        |                          |  |                 |                         |  |  |  |  |  |  |  |                    |
|                        |                          |  |                 | Vladislav Jagellonský   |  |  |  |  |  |  |  |                    |
|                        |                          |  |                 |                         |  |  |  |  |  |  |  |                    |
|                        | Anna Jagellonská         |  |                 |                         |  |  |  |  |  |  |  |                    |
|                        |                          |  |                 |                         |  |  |  |  |  |  |  |                    |
|                        |                          |  |                 | Anna z Foix             |  |  |  |  |  |  |  |                    |
|                        |                          |  |                 |                         |  |  |  |  |  |  |  |                    |
|                        | Markéta Habsburská       |  |                 |                         |  |  |  |  |  |  |  |                    |
|                        |                          |  |                 |                         |  |  |  |  |  |  |  |                    |
|                        |                          |  |                 | Vilém IV. Bavorský      |  |  |  |  |  |  |  |                    |
|                        |                          |  |                 |                         |  |  |  |  |  |  |  |                    |
|                        | Albrecht V. Bavorský     |  |                 |                         |  |  |  |  |  |  |  |                    |
|                        |                          |  |                 |                         |  |  |  |  |  |  |  |                    |
|                        |                          |  |                 | Jakobea z Badenu        |  |  |  |  |  |  |  |                    |
|                        |                          |  |                 |                         |  |  |  |  |  |  |  |                    |
|                        | Marie Anna Bavorská      |  |                 |                         |  |  |  |  |  |  |  |                    |
|                        |                          |  |                 |                         |  |  |  |  |  |  |  |                    |
|                        |                          |  |                 | Ferdinand I. Habsburský |  |  |  |  |  |  |  |                    |
|                        |                          |  |                 |                         |  |  |  |  |  |  |  |                    |
|                        | Anna Habsburská          |  |                 |                         |  |  |  |  |  |  |  |                    |
|                        |                          |  |                 |                         |  |  |  |  |  |  |  |                    |
|                        |                          |  |                 | Anna Jagellonská        |  |  |  |  |  |  |  |                    |
|                        |                          |  |                 |                         |  |  |  |  |  |  |  |                    |